# Descendants of the Sun
Descendants of the Sun (hangul: 태양의 후예; hanja: 太陽의 後裔; rr: Tae-yang-ui Hu-ye) é uma série de televisão sul-coreana de 2016 estrelada por Song Joong-ki, Song Hye-kyo, Jin Goo e Kim Ji-won. A série estreou na KBS2 em 24 de fevereiro de 2016 com dezeseis episódios. A KBS então levou ao ar três episódios especiais adicionais de 20 a 22 de abril de 2016 contendo destaques e as melhores cenas da série, o processo de produção do drama, cenas de bastidores, comentários dos membros do elenco e o epílogo final.
A série foi um grande sucesso na Coreia do Sul, onde alcançou um pico de audiência de 38,8%. Recebeu vários prêmios, como ganhar o Grand Prize na televisão no Baeksang Arts Awards de 2016; e foi eleito o programa mais popular do ano pela Korea Broadcasting Advertising Corporation.
O programa foi transmitido em toda a Ásia, onde foi extremamente popular, e foi creditado com o aumento do turismo na Coreia. Adaptações locais estrearam na Filipinas e no Vietnã, e uma adaptação chinesa também está sendo planejada. Os atores do programa também receberam reconhecimento internacional.
No Brasil a série estreou em 15 de fevereiro de 2021 na Loading. Foi exibida pela RedeTV! de 4 de setembro de 2023 a 6 de outubro de 2023, inaugurando a faixa intitulada Sessão Dorama. Foi reprisada pela emissora entre 10 de junho a 23 de setembro de 2024, substituindo a faixa ocupada pelo Na Grelha com Netão, mas agora em exibição semanal na faixa das 22h30 nas segundas.
Está sendo exibida atualmente pela [[ PlayTV ]] em sua programação diária com reprises aos sábados.

## Enredo
Yoo Si-jin (Song Joong-ki) é o capitão das forças especiais. Ele pega um ladrão de motocicleta com Seo Dae-young (Jin Goo). O ladrão é ferido durante sua captura e é enviado para o hospital. Dae-young percebe que seu celular foi roubado pelo ladrão e vai para o hospital para recuperar seu telefone celular.
Na sala de emergência, Si-jin encontra Kang Mo-yeon (Song Hye-kyo) pela primeira vez. Ele se apaixona por ela imediatamente. Mo-yeon erroneamente supõe que Si-jin faz parte do grupo criminoso do ladrão. Ele lhe revela que é um soldado com a ajuda de uma médica do exército Yoon Myung-joo (Kim Ji-won).
Si-jin e Mo-yeon começam a namorar, mas devido a seus empregos, o namoro não vai bem. Si-jin recebe ordens para levar os seus soldados em uma missão de paz em Urk. Enquanto isso, Mo-yeon fica chateada por não conseguir se tornar uma professora devido ao conhecimento privilegiado de uma colega. Quando Si-jin e Mo-yeon se encontram novamente, eles falam sobre seus pontos de vista sobre a vida e percebem como eles são diferentes. Si-jin, como um soldado, mata para proteger vidas e Mo-yeon, como médica, tenta salvar todas as vidas. Eles se despedem.
Oito meses mais tarde, Mo-yeon rejeita as investidas sexuais do presidente do hospital, Han Suk-won (Tae In-ho) e, como resultado, é nomeada para liderar uma equipe médica em Urk. Lá, Si-jin e Mo-yeon se encontram novamente.

## Elenco

### Elenco principal
- Song Joong-ki como capitão Yoo Si-jin (aka Big Boss)[18]
- Song Hye-kyo como doutora Kang Mo-yeon (aka Beauty / Lindinha)[19]
- Kim Ji-won como primeira-tenente Yoon Myung-joo
- Jin Goo como sargento-ajudante Seo Dae-young (aka Wolf)
- Kang Shin-il como tenente-general Yoon (aka Yellow Tiger) (pai de Yoon Myung-joo)
- Onew como Lee Chi-hoon (1º residente do anode cirurgia torácica)

### Exército de Tae Baek
- Kim Byung-chul (김병철) como tenente-coronel Park Byeong-su
- Park Hoon (박훈) como sargento Choi Woo-geun (aka Snoopy)
- Choi Woong (최웅) como sargento Gong Cheol-ho (aka Harry Potter)
- Ahn Bo-hyun (안보현) como sargento Im Gwang-nam (aka Piccolo)
- Kim Min-seok (김민석) como anspeçada Kim Ki-bum

### Equipe de serviços médicos do Hospital Haesung
- Lee Seung-joon como Song Sang-hyun
- Seo Jeong-yeon (서정연) como Ha Ja-ae
- Park Hwan-hee (박환희) como Choi Min-ji

### Pessoas no Hospital Haesung
- Hyun Jyu-ni como Pyo Ji-soo
- Tae In-ho como Han Suk-won
- Park Ah-in como Kim Eun-ji
- Jo Woo-ri como Jang Hee-eun

### Área Urk
- Cho Jasper como Daniel Spencer
- Jeon Soo-jin como Ri Ye-hwa
- David Lee McInnis como Argus
- Dean Dawson como o chefe de polícia

### Outros
- Jo Jae-yoon como Jin Young Soo
- Lee Kwang-soo (camafeu, episódio 1)
- Lee Jong-hyuk (camafeu, episódios 2, 5)
- Ryu Hwa-young (camafeu, episódio 4)
- Lee Yi-kyung (camafeu, episódios 5, 6, 8)
- Matthew Douma como soldado capitão dos Estados Unidos (camafeu, episódios 2, 10, 12)
- Zyon Barreto como Fatima (camafeu, episódios 9-12)
- Kwak In-joon
- Joey Albright
- Yoo Ah-in (camafeu, episódio 13)

## Trilha sonora
1. Always - Yoon Mi-rae - 3:25
2. Everytime - Chen e Punch - 3:08
3. This Love (이 사랑) - Davichi - 3:46
4. You Are My Everything - Gummy - 4:00
5. You Are My Everything (English ver.) - Gummy - 4:00
6. Once Again (다시 너를) - Kim Na-young ft. Mad Clown - 3:55
7. Talk Love (말해! 뭐해?) - K.Will - 3:37
8. With You - Lyn - 4:15
9. By My Side - (사랑하자) - SG Wannabe - 3:46
10. Wind Beneath Your Wings - (그대, 바람이 되어) - MC the Max - 3:55

## Recepção
Na tabela abaixo, os números azuis representam as audiências mais baixas e os números vermelhos representam as audiências mais elevadas.
| Episódio | Data de transmissão original | Audiência média | Audiência média              | Audiência média | Audiência média              |
| Episódio | Data de transmissão original | TNmS Ratings    | TNmS Ratings                 | AGB Nielsen     | AGB Nielsen                  |
| Episódio | Data de transmissão original | Em todo o país  | Região Metropolitana de Seul | Em todo o país  | Região Metropolitana de Seul |
| -------- | ---------------------------- | --------------- | ---------------------------- | --------------- | ---------------------------- |
| 1        | 24 de fevereiro de 2016      | 12.6%           | 12.7%                        | 14.3%           | 14.4%                        |
| 2        | 25 de fevereiro de 2016      | 13.5%           | 14.5%                        | 15.5%           | 16.0%                        |
| 3        | 2 de março de 2016           | 21.8%           | 22.7%                        | 23.4%           | 24.6%                        |
| 4        | 3 de março de 2016           | 22.9%           | 23.5%                        | 24.1%           | 25.1%                        |
| 5        | 9 de março de 2016           | 24.6%           | 26.3%                        | 27.4%           | 29.2%                        |
| 6        | 10 de março de 2016          | 25.4%           | 27.6%                        | 28.5%           | 29.8%                        |
| 7        | 16 de março de 2016          | 27.0%           | 28.9%                        | 28.3%           | 30.1%                        |
| 8        | 17 de março de 2016          | 25.9%           | 28.7%                        | 28.8%           | 30.5%                        |
| 9        | 23 de março de 2016          | 29.7%           | 32.3%                        | 30.4%           | 31.0%                        |
| 10       | 24 de março de 2016          | 28.8%           | 31.0%                        | 31.6%           | 33.3%                        |
| 11       | 30 de março de 2016          | 29.1%           | 31.3%                        | 31.9%           | 33.5%                        |
| 12       | 31 de março de 2016          | 31.1%           | 33.9%                        | 33.0%           | 34.3%                        |
| 13       | 6 de abril de 2016           | 30.4%           | 33.7%                        | 33.5%           | 35.0%                        |
| 14       | 7 de abril de 2016           | 31.1%           | 33.5%                        | 33.0%           | 35.6%                        |
| 15       | 13 de abril de 2016          | 31.1%           | 35.6%                        | 34.8%           | 37.5%                        |
| 16       | 14 de abril de 2016          | 35.3%           | 40.5%                        | 38.8%           | 41.6%                        |
| Média    | Média                        | 26.27%          | 28.54%                       | 28.58%          | 30.09%                       |
| Especial | 20 de abril de 2016          | 15.3%           | 16.6%                        | 17.7%           | 19.5%                        |
| Especial | 21 de abril de 2016          | 12.3%           | 13.9%                        | 13.6%           | 14.7%                        |
| Especial | 22 de abril de 2016          | 10.9%           | 11.8%                        | 12.2%           | 13.2%                        |

## Prêmios e indicações
| Ano  | Premiação            | Categoria                       | Beneficiário                | Resultado |
| ---- | -------------------- | ------------------------------- | --------------------------- | --------- |
| 2016 | Baeksang Arts Awards | Grande Prêmio (Televisão)       | Descendants of the Sun      | Venceu    |
| 2016 | Baeksang Arts Awards | Melhor Drama                    | Descendants of the Sun      | Indicado  |
| 2016 | Baeksang Arts Awards | Melhor Diretor (Televisão)      | Lee Eung-bok Baek Sang-hoon | Indicado  |
| 2016 | Baeksang Arts Awards | Melhor Ator (Televisão)         | Song Joong-ki               | Indicado  |
| 2016 | Baeksang Arts Awards | Melhor Atriz (Televisão)        | Song Hye-kyo                | Indicado  |
| 2016 | Baeksang Arts Awards | Melhor Roteirista (Televisão)   | Kim Eun-sook, Kim Won-seok  | Indicado  |
| 2016 | Baeksang Arts Awards | Ator Mais Popular (Televisão)   | Song Joong-ki               | Venceu    |
| 2016 | Baeksang Arts Awards | Ator Mais Popular (Televisão)   | Jin Goo                     | Indicado  |
| 2016 | Baeksang Arts Awards | Atriz Mais Popular (Televisão)  | Song Hye-kyo                | Venceu    |
| 2016 | Baeksang Arts Awards | Atriz Mais Popular (Televisão)  | Kim Ji-won                  | Indicado  |
| 2016 | Baeksang Arts Awards | Prêmio de Estrela Global iQiyi  | Song Joong-ki               | Venceu    |
| 2016 | Baeksang Arts Awards | Prêmio de Estrela Global iQiyi  | Song Hye-kyo                | Venceu    |
| 2016 | Baeksang Arts Awards | Prêmio de Estrela Global iQiyi  | Jin Goo                     | Indicado  |
| 2016 | Baeksang Arts Awards | Prêmio de Estrela Global iQiyi  | Kim Ji-won                  | Indicado  |
| 2017 | KBS Drama Awards     | Melhor Atriz de Televisão       | Kim Ji-won                  | Venceu    |
| 2017 | KBS Drama Awards     | Atriz Mais Popular de Televisão | Kim Ji-won                  | Venceu    |
| 2017 | KBS Drama Awards     | Melhor Atriz de Televisão       | Song Hye-kyo                | Indicado  |
| 2017 | KBS Drama Awards     | Melhor Ator de Televisão        | Song Joong-ki, Jin Goo      | Indicado  |

## Transmissão internacional
| País          | Emissora          | Data de estreia         | Data de encerramento   | Título                                                  |
| ------------- | ----------------- | ----------------------- | ---------------------- | ------------------------------------------------------- |
| Coreia do Sul | KBS2              | 24 de fevereiro de 2016 | 22 de abril de 2016    | Taeyang-ui huye (태양의 후예)                           |
| China         | iQiyi             | abril de 2016           | abril de 2016          | Taiyang de houyi (太陽的後裔)                           |
| Hong Kong     | ViuTV             | 6 de abril de 2016      | 13 de maio de 2016     | Taiyang de houyi (太陽的後裔)                           |
| Hong Kong     | Now Entertainment | 26 de maio de 2016      | 21 de junho de 2016    | Taiyang de houyi (太陽的後裔)                           |
| Taiwan        | ETTV              | 16 de junho de 2016     | 18 de julho de 2016    | Taiyang de houyi (太陽的後裔)                           |
| Taiwan        | TTV               | 17 de julho de 2016     | 2 de outubro de 2016   | Taiyang de houyi (太陽的後裔)                           |
| Taiwan        | CHT MOD           | 2 de setembro de 2016   |                        | Taiyang de houyi (太陽的後裔)                           |
| Malásia       | 8TV               | 19 de junho de 2016     | 19 de agosto de 2016   | Taiyang de houyi (太陽的後裔)                           |
| Filipinas     | GMA Network       | 25 de julho de 2016     | 16 de setembro de 2016 | Descendants of the Sun                                  |
| Vietname      | HTV2              | 21 de abril de 2016     |                        | Hậu duệ mặt trời                                        |
| Tailândia     | Channel 7         | 7 de maio de 2016       |                        | Chiwit pheux chati rak pheux thex (ชีวิตเพื่อชาติ รักนี้เพื่อเธอ) |
| Brasil        | Loading           | 15 de fevereiro de 2021 | 2021                   | Descendentes do Sol                                     |
| Brasil        | RedeTV!           | 4 de setembro de 2023   | 6 de outubro de 2023   | Descendentes do Sol                                     |
| Brasil        | RedeTV!           | 10 de junho de 2024     | 23 de setembro de 2024 | Descendentes do Sol                                     |